# August Guillem de Prússia
|  | Aquest article tracta sobre el noble del segle XX. Si cerqueu el governant del segle XVIII, vegeu «August Guillem de Prússia (1722-1758)». |

August Guillem de Prússia, príncep de Prússia (Potsdam, 29 de gener de 1887 - Stuttgart, 25 de març de 1949) fou príncep de Prússia i d'Alemanya amb el tractament d'altesa reial i imperial. Fou un destacat integrant de la Wehrmacht i un dels molts prínceps alemanys nacionalsocialistes. Va afiliar-se el 1930 al Partit Nacional Socialista dels Treballadors Alemanys (NSDAP) i esdevenir SA-Obergruppenführer. Va funcionar com a figura emblemàtica per a fer acceptable el nazisme a les esferes conservadores.